# Salisbury (Maryland)
Salisbury es la ciudad sede del Condado de Wicomico (Maryland). En 2000, la ciudad tenía una población de 23.743 habitantes. Es un cruce comercial de la península de Delmarva gracias a que las autopistas 50 y 13 pasan por la ciudad. La Universidad de Salisbury tiene aquí su sede.
La ciudad es servida por el Aeropuerto regional de Wicomico.
Está hermanada con la ciudad de Salisbury en Inglaterra.

## Geografía
De acuerdo a la Oficina del Censo de los Estados Unidos, la ciudad tiene un área total de 35.92 km², de los cuales 34.71 km² son tierra firme y el resto (1.22 km²) es agua. El nivel sobre el mar de la ciudad varía entre 5, 2 m y 14 m.

## Demografía
Según el censo de 2000, la ciudad cuenta con 23.743 habitantes, 9.061 hogares y 4.802 familias residentes. La densidad de población es de 828,1 hab/km² (2.145,5 hab/mi²). Hay 9.612 unidades habitacionales con una densidad promedio de 335,2 u.a./km² (868,6 u.a./mi²). La composición racial de la población de la ciudad es 60,71% blancoeuropeo, 32,32% Afroamericana, 0,23% Nativa americana, 3,19% Asiática, 0,03% De las islas del Pacífico, 1,47% de Otros orígenes y 2,06% de dos o más razas. El 3,39% de la población es de origen hispano o latino cualquiera sea su raza de origen.
De los 9.061 hogares, en el 27,4% de ellos viven menores de edad, 30,4% están formados por parejas casadas que viven juntas, 18,2% son llevados por una mujer sin esposo presente y 47,0% no son familias. El 33,5% de todos los hogares están formados por una sola persona y 12,2% de ellos incluyen a una persona de más de 65 años. El promedio de habitantes por hogar es de 2,36 y el tamaño promedio de las familias es de 3,00 personas.
El 21,8% de la población de la ciudad tiene menos de 18 años, el 21,8% tiene entre 18 y 24 años, el 26,9% tiene entre 25 y 44 años, el 17,0% tiene entre 45 y 64 años y el 12,5% tiene más de 65 años de edad. La mediana de la edad es de 29 años. Por cada 100 mujeres hay 87,2 hombres y por cada 100 mujeres de más de 18 años hay 82,9 hombres.
La renta media de un hogar de la ciudad es de $29.191, y la renta media de una familia es de $35.527. Los hombres ganan en promedio $26.829 contra $21.920 por las mujeres. La renta per cápita en la ciudad es de $15.228. 23,8% de la población y 16,5% de las familias tienen entradas por debajo del nivel de pobreza. De la población total bajo el nivel de pobreza, el 28,9% son menores de 18 y el 10,2% son mayores de 65 años.